# 赤岡町
赤岡町（あかおかちょう）は、高知県香美郡に存在した町。
高知県のほぼ中央に位置していた町で、日本の市区町村の中で最も面積が小さい自治体であったが、2006年3月1日に香南市となり、現在は同市の町名となっている。
人口は3000人強しかなかったが、非常に狭い町であるため、1km2当たりの人口密度は政令指定都市である福岡県北九州市とほぼ同じであり、全域が市街地となっている。市街地は太平洋に沿って隣接する旧吉川村・旧香我美町岸本、旧夜須町南部とほぼ一体化している。特産物としてイワシの稚魚どろめが有名。この小さな町に、小中高校、警察署、鉄道駅、銀行の支店が2つ、さらに競艇場外舟券売場がある。

## 地理
- 山: 北部に須留田山、香取山、轟山など標高20〜30m の丘陵があるほかはほぼ平坦である。
- 河川: 香宗川

### 隣接していた自治体
- 野市町、香我美町、吉川村

## 歴史
赤岡の名の起こりは、その昔、沖合から見ると一帯が赤く盛り上がった丘のように見えたことからといわれる。古くは「丹陵」とも呼ばれ、香美郡宗我郷に属していた。江戸時代は土佐藩領で、江戸期には商業が盛んとなり、「赤岡の市」は当時から知られていた。江戸時代末期には更なる発展を遂げ、19世紀前半には本町の瓦葺の建物は4、5軒しかなく、袴着姿の人々も8～10人程度だったものが、僅か数十年後の弘化2年の頃には通り沿いの9割が瓦葺の白壁造りとなり、人々の服装も袴着が当たり前で、女性の髪道具、男子の腰の物、煙草道具を白銀細工の揃えにする等、華美な服装が増えた。

### 沿革

#### 明治
- 1870年 - 赤岡村は赤岡浦・岸本浦とともに香美郡第3区となる。
- 1872年9月3日（明治5年8月1日） - 赤岡郵便取扱所開設[2]。
- 1875年 - 赤岡村、赤岡浦、岸本浦を合わせて、香美郡第三大区第二小区とし、浦制を廃止し岸本浦を岸本村とする。
- 1876年（明治9年）7月22日 - 赤岡郵便局が岸本村に移転、岸本郵便局に改称。
- 1878年（明治11年）12月 - 区制廃止、岸本村と分離。
- 1879年（明治12年）1月2日 - 岸本村の岸本郵便局が町内に移転。赤岡郵便局に改称。
- 1889年4月1日 - 町村制施行により香美郡赤岡村が成立。
- 1899年2月15日 - 町制施行。
- 1900年 - 株式会社赤岡銀行設立。
- 1901年 - 赤岡浦漁業組合設立。赤岡郵便局、江見町より本町へ移転

#### 大正
- 1921年 - 赤岡町信用組合発足
- 1923年 - 赤岡尋常小学校分教場を本校に統合
- 1924年 - 高知鉄道後免駅-手結駅間開業。町内に赤岡駅開業。
- 1925年 - 赤岡青果市場開設
- 1926年 - 城山女子実業補習学校に男子部を設置。城山実業補習学校となる。

#### 昭和
- 1941年 - 赤岡尋常小学校が赤岡国民学校、城山高等小学校が城山国民学校、城山実業青年学校が城山青年学校となる。
- 1943年 - 赤岡町信用組合が赤岡町農業会、赤岡浦漁業組合が赤岡町漁業会となる
- 1946年 - 赤岡町漁業会が赤岡町漁業協同組合となる
- 1947年 - 赤岡国民学校が赤岡町立赤岡小学校となる
- 1948年 - 赤岡町産業組合と赤岡町農業会を統合し、赤岡町農業協同組合が発足。学制改革により高知県立城山高等学校・同併置中学校が開校。赤岡町立保育園開園
- 1951年 - 赤岡町立赤岡中学校と組合立城山中学校（吉川村・岸本町生徒が通学）を統合。組合立赤岡中学校となる
- 1953年 - 高知相互銀行赤岡支店開店、赤岡区検察庁設置
- 1957年 - 第1回どろめ祭り開催。
- 1962年 - 赤岡スーパーマーケット開店
- 1964年 - 赤岡町立相撲場完成
- 1965年 - 赤岡町営段ボール工場、赤岡町営縫製工場建設
- 1970年 - 赤岡郵便局、横町へ移転、香南消防署、平井山へ移転
- 1973年 - 国道55号線バイパス完成、役場庁舎改築、赤岡町隣保館、町民会館、総合福祉センター完成、赤岡漁港完成
- 1976年 - 第1回絵金祭り開催

#### 平成
- 1993年7月19日 - 香我美町との境界変更により、大字徳王子が誕生。
- 2005年1月4日 - それまで日本の市区町村の中で一番面積の小さい自治体であった長崎県高島町が長崎市と合併して消滅したため、赤岡町が日本の市区町村の中で一番面積の小さい自治体になったが、2006年3月1日の周辺5町との合併で、1年2箇月で首位の座を譲り、岐阜県墨俣町が首位になった。ただし、墨俣町は、3月27日に大垣市に編入されたため、現在は富山県の舟橋村が首位となっている。町として現在日本一面積が小さいのは大阪府忠岡町である。地方自治体に関する日本一の一覧#面積も参照。

## 行政
- 町長：浜田 義秋（2001年4月4日 - 2006年2月28日）

## 経済

### 産業
- 主な産業

漁業と商業が中心
- 産業人口

## 地域

### 大字
町村制以来、大字は編成していなかったが、1993年に隣接する香我美町と境界変更したことに伴い、大字徳王子が誕生。

### 教育
隣接する吉川村と赤岡町吉川村地域教育推進協議会を設立していた。
- 赤岡町立保育所
- 赤岡町立赤岡小学校
- 赤岡町吉川村中学校組合立赤岡中学校(現:香南市立赤岡中学校)
- 高知県立城山高等学校

### 警察署
- 高知県赤岡警察署（現・南国警察署香南警察庁舎）

### 郵便局
- 赤岡郵便局

## 交通

### 空港
- 最寄りの空港：高知龍馬空港（南国市）
車で約5分。

### 鉄道路線
- 土佐くろしお鉄道ごめん・なはり線
中心となる駅：あかおか駅

### 道路
- 高速道路
最寄りのインターチェンジ：高知自動車道南国インターチェンジ（南国市）
- 一般国道
町内を走る一般国道：国道55号
- 県道
町内を走る県道：県道14号、県道30号

### 船舶
高知港（高知市）より車で約40分

## 名所・旧跡・観光スポット・祭事・催事

### 名所・旧跡・観光スポット
- 絵金蔵

### 祭事・催事
- どろめ祭り（4月）
- 土佐赤岡絵金祭り（7月第3土・日曜日）
町内の各家に伝わる幕末に高知城下から赤岡に移り住んで町絵師となった「絵金」こと弘瀬金蔵の屏風絵を年に一度だけ公開する。